# Do You Like Worms?
«Do You Like Worms?» (иногда ошибочно указывается как «Do You Dig Worms?») — песня американской рок-группы The Beach Boys, которая предназначалась для незавершённого альбома Smile. Музыка песни была написана Брайаном Уилсоном, автором текста стал Ван Дайк Паркс. Песня рассказывает про колонизацию Америки, а также включает в себя отсылки к Сандвичевым островам и игральным картам «Bicycle Rider Back». Несмотря на название, черви не упоминаются ни в одном из текстов песни; когда Парксу был задан вопрос по поводу названия, он ответил, что не помнит, откуда оно взялось, хотя на странице своего аккаунта в Reddit Уилсон заявил, что название было придумано Парксом.
Партия клавишных была переделана для использования в припеве другой песни альбома «Heroes and Villains». Впоследствии Уилсон записал новую версию песни «Do You Like Worms» под названием «Roll Plymouth Rock» для своего сольного альбома 2004 года Brian Wilson Presents Smile. Позднее оригинальная запись песни была выпущена в сборнике The Beach Boys 1993 года Good Vibrations: Thirty Years of the Beach Boys, а также была включена в бокс-сет группы 2011 года The Smile Sessions. На песню было записано несколько кавер-версий, включая версии групп The Olivia Tremor Control и Secret Chiefs 3.

## Предыстория
В номере журнала Crawdaddy! за май 1967 год его основатель и главный редактор Пол Уильямс сообщил, что в предстоящий альбом группы The Beach Boys Smile войдёт «кое-что про то, как мы заходим во двор поедать червей». Отвечая на вопрос о песне в 2004 году, со-автор песни Ван Дайк Паркс не смог вспомнить, откуда взялось название, предположив: «У меня такое чувство, что это был либо один из инженеров, либо же Брайан с Майком. В песне отсутствуют какие-либо другие слова, относящиеся к названию».
Биограф группы Байрон Прейсс писал, что мелодический рисунок в фрагменте песни «Bicycle Rider» стал высвобождением «одержимости Уилсона звуком "лёгких" колёс — мягким щёлканьем катящегося велосипеда». В апреле 1969 года бывший коллега по группе Майкл Восс написал статью для журнала Fusion, в которой рассказал про альбом Smile. В статье он упомянул, что песня под названием «Bicycle Rider» «должна была быть интегрирована» с другой песней, «Home on the Range», которая позже превратилась в «Cabinessence».
Комментируя выход бокс-сета The Smile Sessions (2011), Алан Джардин сказал: «Я постоянно кричал на людей в Capitol, что в этой песне не присутствует ни одной чёртовой строчки про червей. Она называется «Roll Plymouth Rock». Мне не верится, что вы отыщете там хоть что-нибудь, относящиеся к червям. Но они захотели назвать песню как «Do You Like Worms». [...] Я убеждён, что у Брайана и Ван Дайка была песня под названием «Do You Like Worms», которую они нам даже не показали».

## Текст и иллюстрация
«Do You Like Worms?» рассказывает про колонизацию Америки. По словам Паркса, «речь идет о том, чтобы привнести европейскую чувствительность в укрощение американского континента, начиная с Плимутского камня и заканчивая Вайкики». Упомянутый в тексте «велосипедист» представляет собой отсылку к игральным картам «Bicycle Rider Back», которые выпускались компанией United States Playing Card Company во второй половине XIX века. Паркс прокомментировал: «Множество людей восприняли песню неправильно, но всё в порядке; это в порядке вещей, когда тебе не говорят, что надо воображать, если ты — часть аудитории».
Художник Фрэнк Холмс, оформивший обложку альбома Smile, создал иллюстрацию, вдохновленную текстом песни: «Любишь ли ты червей?». Вместе с несколькими другими рисунками её планировалось включить в буклет, прилагавшийся к альбому. Холмс поделился кратким описанием своих дизайнерских решений в книге журналиста Доменика Приоре «Smile: The Story of Brian Wilson's Lost Masterpiece». Холмс рассказал об иллюстрации следующее:

Для этой иллюстрации я выбрал образ цивилизации, готовящейся на пару на Сандвичевых островах. Я использовал чайники и сэндвич с беконом и помидорами — такая шутка есть про Гавайские острова.
Одеяла и рыболовные крючки — это отсылка к моему детству. Я часто ходил на церковные собрания, где была такая игра, называвшейся «рыбой», когда вы клали маленькую удочку на одеяло, а кто-нибудь со стороны прицеплял на её крючок игрушку или подарок. Затем вы тянули удочку на себя и получали угощение. Так вот, неподалеку от меня живёт индеец, который продаёт на острове Манхэттене бусы за 28 долларов.

А ещё есть банка с червями. Она была взята мной из текста песни «Do You Like Worms», но что ты можешь поделать с этим? Вы показываете, как кто-то наслаждается червями. Род-Айленд отсылает нас к Плимутскому камню, который является разновидностью курицы, по аналогии с род-айланд. Я использовал это как связь с птицеводством. У вас есть Род-Айленд и Плимутский камень, а за скалой находятся парочка индейцев и люди, курящие здесь трубку.
Одна из строчек, написанных для этой песни, звучала так: «И когда мы возвращались в Ост- или Вест-Индию, / Мы всегда путали их». Холмс рассказал более подробную информацию про песню в выпуске фэнзина «Endless Summer Quarterly» за 1997 год:

А еще есть текст под названием «Лента из цемента, посмотри, что ты натворила», который трансформировался в «Велосипедист, смотри, что ты наделал». Оно произошло от старого стандарта «Гонщик C. C., посмотри, что ты натворил». Я помню, что дальше оно звучало так: «Посмотри, что ты наделал с церковью американских индейцев...». И там была последняя часть с таким посылом: «Вернувшись в Ост или Вест-Индию, мы всегда их путали... Всё это было связано с продвижением вглубь континента белого человека.
По мнению журналиста Доменика Приоре, строка о «ленте из цемента» символизирует противоположный по смыслу вариант строчки «той ленты шоссе» из текста американской народной песни «This Land Is Your Land», а тег текста, «mahala lu lei», отсылает к гавайской молитве на День благодарения.

## Запись
Большая часть трека «Do You Like Worms?» была записана за одну сессию, прошедшую 18 октября 1966 года в студии Western. Во время записи Уилсон пытался добиться нужного звучания от басистки Кэрол Кей, но в конце концов попросил её играть помягче. Затем он сказал: «Я так и знал, что отыщу его, если буду как следует искать и дотягиваться». В своей рецензии на The Smile Sessions колумнист журнала Rolling Stone Дэвид Фрике отметил, что этот диалог был «моментом в этом океане музыки на пяти дисках, когда вы соглашаетесь с его создателем... что величайший поп-альбом, когда-либо созданный, по-прежнему находится в пределах досягаемости».
Участники группы Уилсона записали вокальные партии 21 декабря в студии Columbia. В какой-то момент Уилсон начал рассматривать тему «Bicycle Rider» как потенциального кандидата для включения в песню «Heroes and Villains». Дальнейший овердаббинг на тему «Bicycle Rider» был осуществлён 5 января 1967 года. Последняя сессия была зарегистрирована как «Heroes and Villains: Part 2». По словам историка Кита Бэдмана, строчки про «Сандвичевы острова» и «ленту из бетона» «вероятно, не были записаны».

## Дальнейшая судьба и «Roll Plymouth Rock»
Когда The Beach Boys исполняли песню «Heroes and Villains» на своих концертах в 1970-х годах, они включили в нее слова песни «Bicycle Rider» из песни «Do You Like Worms?». В 1978 году Брюс Джонстон рассказал биографу группы Дэвиду Лифу, что менеджер группы Джеймс Уильям Гуэрсио настоял на том, чтобы альбом L.A. (Light Album) открывался бы композицией Smile под названием «Rock Plymouth Rock/Roll».
В 2004 году Уилсон записал новую версию песни «Do You Like Worms» под названием «Roll Plymouth Rock» для своего сольного альбома Brian Wilson Presents Smile. Отвечая на вопрос о смене названия, Уилсон пояснил: «Потому что нам хотелось чего-то более подходящего, понимаете? Что-нибудь, что звучало бы уместно».

## Кавер-версии
- 1994 – Ant-Bee[англ.], With My Favorite "Vegetables" & Other Bizarre Muzik (также присутствует на многочисленных бутлегах; самый известный из них — Vigotone[19])
- 1998 – The Olivia Tremor Control, Smiling Pets (именуется как "Do You Like Worms? (Do You Dig Worms?)")
- 1998 – FORMS[англ.], Smiling Pets (как составная часть песни "Heroes and Villains")

## Персонал
Кредиты предоставлены от Крейга Словински.
The Beach Boys:
- Алан Джардин — бэк-вокал и гармонии[англ.]
- Брюс Джонстон — бэк-вокал и гармонии
- Майк Лав — бэк-вокал и гармонии
- Брайан Уилсон — лид-вокал[англ.], бэк-вокал и гармонии
- Карл Уилсон — бэк-вокал и гармонии; двенадцатиструнная электрическая слайд-гитара (неопределённый кредит)
- Деннис Уилсон — бэк-вокал и гармонии

Приглашённый музыкант:
- Ван Дайк Паркс[англ.] — пианино с обмотанными лентой струнами, пианино с прихватками[англ.]

Сессионные музыканты (также известные под названием The Wrecking Crew):
- Джерри Коул[англ.] — двенадцатиструнная электрическая ритм-гитара; двенадцатиструнная электрическая слайд-гитара (неопределённый кредит)
- Джин Истс[англ.] — тимпан
- Джим Гордон[англ.] — «парадный барабан» с колотушкой, конга
- Кэрол Кей[англ.] — бас-гитара фирмы Fender
- Билл Питман[англ.] — бас-гитара фирмы Danelectro[англ.]
- Лайл Ритц[англ.] — контрабас